# Viool
De viool is een strijkinstrument  met vier snaren. Het is het kleinste lid van de vioolfamilie, en heeft het hoogste bereik. De klank wordt voortgebracht door de snaren in trilling te brengen met een strijkstok (arco), of door te tokkelen met de vingers (pizzicato). De houten klankkast dient om het geluid van de trillende snaren te versterken. De viool wordt doorgaans bespeeld door het instrument tussen kin en schouder te klemmen en met de vingers van de linkerhand de snaren tegen de ebbenhouten toets te drukken om zodoende de snaar te verkorten (en dus hoger te doen klinken).

## Geschiedenis
Wie de eerste viool heeft gemaakt, is onbekend. Algemeen wordt aangenomen dat de viool rond 1550 in Italië ontstond in de vioolbouwcentra Brescia en Cremona. In de middeleeuwen bestonden er veel verschillende snaarinstrumenten. Sommige werden getokkeld, zoals de luit, andere werden gestreken, zoals de vedel en de rebec, een smal peervormig instrument. Ook de elegante lira da braccio, die al de vorm van de huidige viool had, kan als een voorloper worden beschouwd. De directe voorloper van de huidige viool is de zogenaamde barokviool.

## Stemming en klank

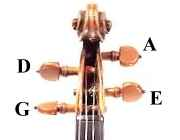
Krul en stemsleutels met juiste toonhoogten

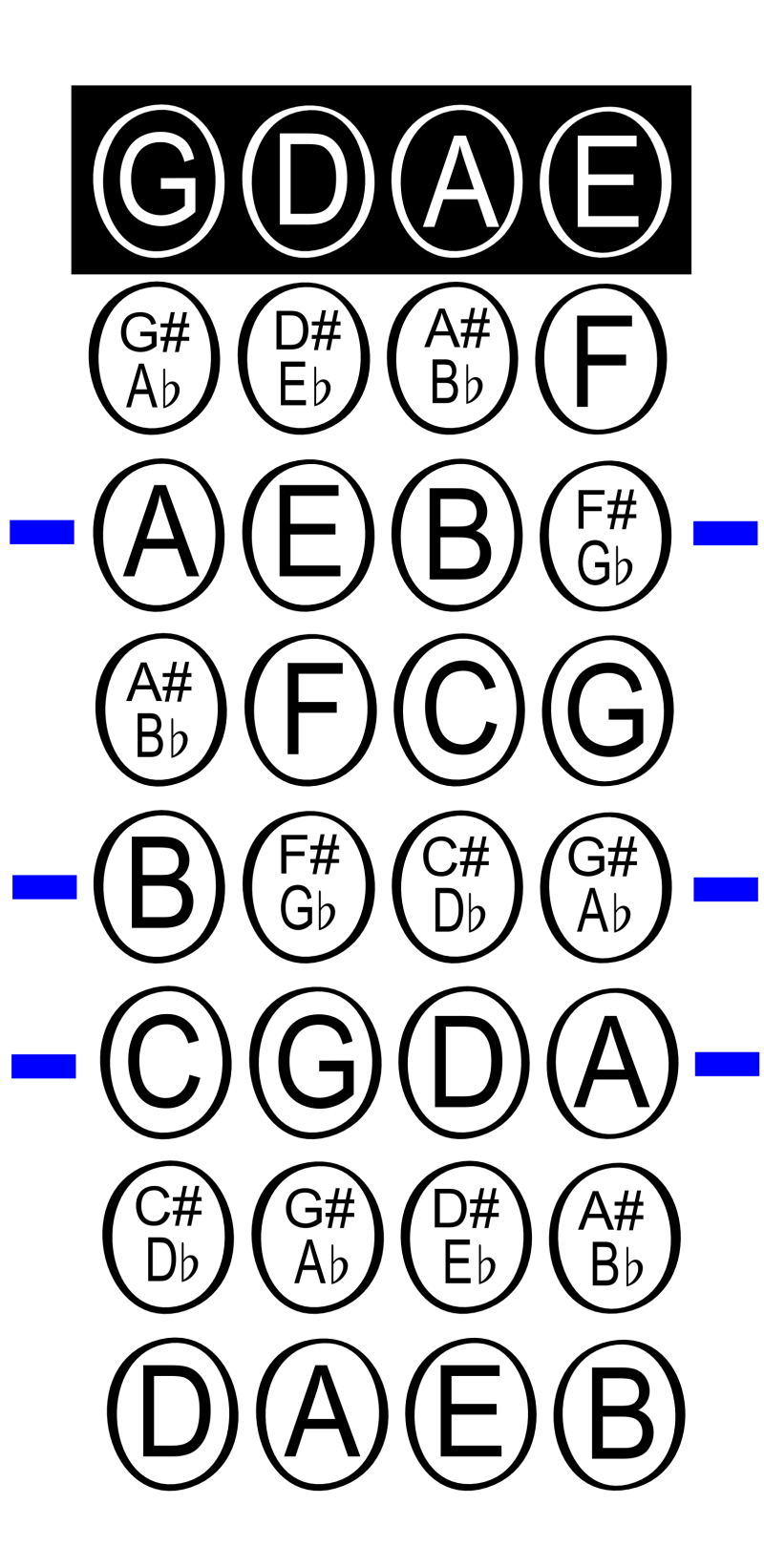
Vingerzetting voor viool voor de eerste positie

De vier snaren zijn normaliter gestemd in reine kwinten, van laag naar hoog: G (g), D (d'), A (a'), E (e").
In sommige gevallen wordt door de componist een afwijkende stemming (ofwel 'scordatura') voorgeschreven. Ook zal een violist(e) bij samenspel met een anders gestemd instrument, de stemming van de snaren aanpassen.
De G-, D- en A-snaar zijn meestal van kunststof, omwikkeld met metaalfolie en titanium, en slechts zelden is er sprake van een stalen snaar. Ook komen snaren voor die vervaardigd zijn uit schapendarm. De E-snaar is doorgaans van massief metaal. Vroeger werd alleen schapendarm gebruikt. Door de gebrekkige technologie waren snaren moeilijk homogeen te maken, hetgeen de klank negatief beïnvloedde. De tegenwoordige darmsnaren hebben dit nadeel niet meer. Darmsnaren zijn wel gevoeliger voor vocht, zodat de viool sneller ontstemd raakt.
De klank van de viool kan worden verzacht door een sordino (houten of kunststof demper) op de kam te zetten. Voor studiedoeleinden kan men de viool heel zacht laten klinken met een zware metalen demper, ook wel hoteldemper genoemd.
Meestal wordt de viool met de strijkstok bespeeld. Naast de strijktechniek (arco) wordt de viool soms ook pizzicato bespeeld (door met een vinger te tokkelen - meestal met de stok in de hand). Een enkele keer wordt col legno gespeeld door met het hout van de strijkstok op de snaren te 'slaan'.
In orkestwerken zijn meestal twee vioolpartijen aanwezig, de eerste en de tweede viool. Slechts af en toe is een derde vioolpartij aanwezig. De instrumenten zijn identiek, maar de eerste violen krijgen melodieuzere (en vaak wat moeilijkere) partijen te spelen. De altviool is een kwint lager gestemd en heeft meestal een ondersteunende rol.

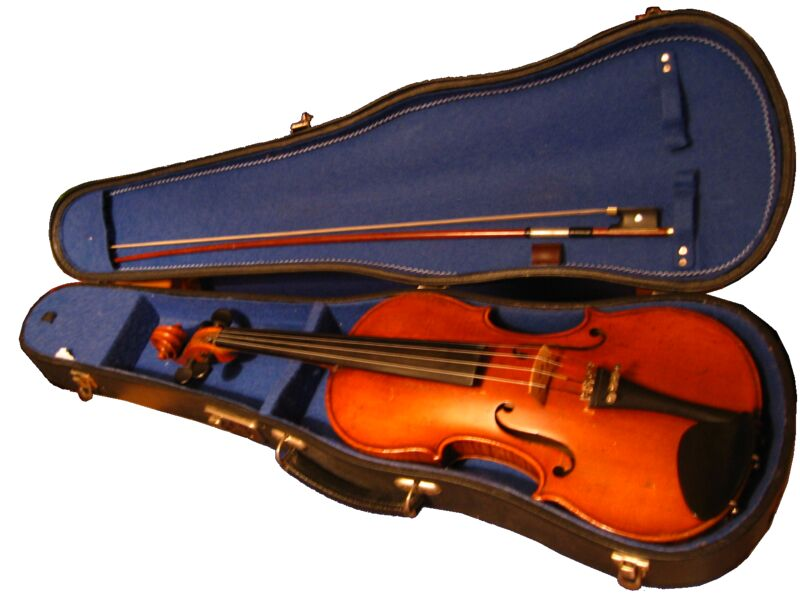
Viool met strijkstok in een koffer

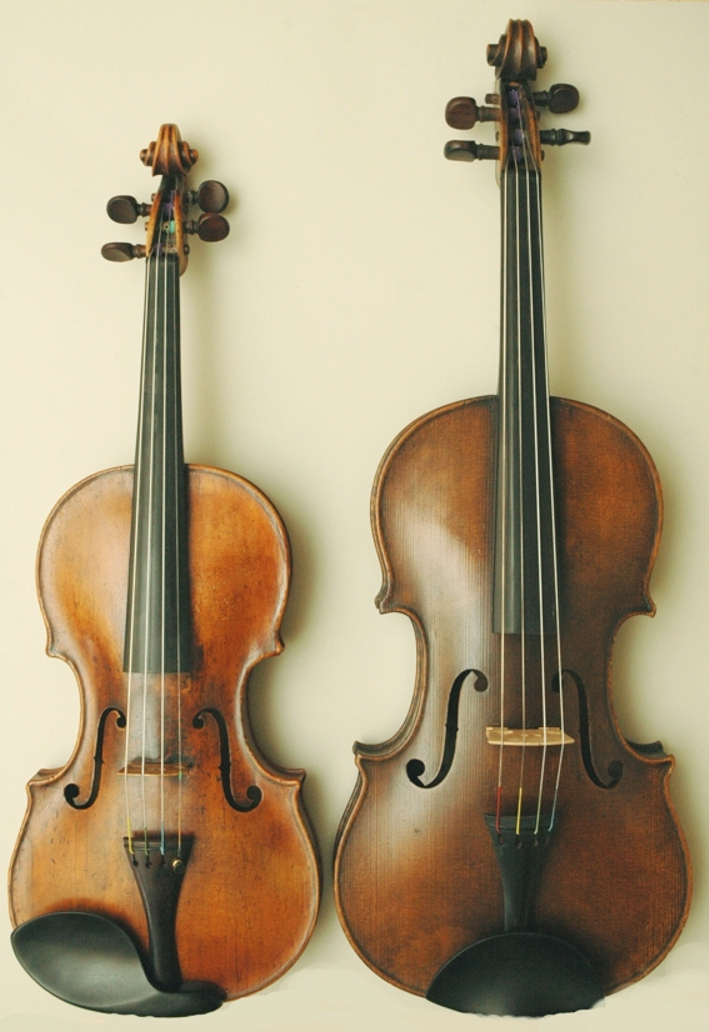
Viool en altviool

De leden van de moderne vioolfamilie zijn, van klein naar groot:
- viool
- altviool
- cello
- violone

De violone, het grootste instrument in de reeks met de laagste klank, is uiterst zeldzaam. In plaats daarvan wordt vrijwel altijd de contrabas gebruikt, die niet tot de vioolfamilie behoort, maar een grotere versie is van de viola da gamba en daarmee een oudere fase in de ontwikkeling vertegenwoordigt.
Oudere viooltypen zijn:
- viola d'amore
- viola da braccio – "armviool"
- viola da gamba – "beenviool"
- violoncello da Spalla

De viool bestaat uit verschillende onderdelen, zoals:
- De klankkast, het belangrijkste onderdeel, om de klank van de snaren goed te laten uitkomen.
- De hals, het deel waarop de zwarte toets zit, waarop de violist zijn vingers plaatst.
- De krul, het woord zegt het al, een krulvormig stuk aan het uiteinde van de hals. Zij heeft eigenlijk geen waarde voor de klank, maar is een afwerking van de viool voor het oog. De vorm is vrijwel altijd een krul, andere vormen zijn zeer zeldzaam.
- In de krul zitten, in conisch geboorde gaten, de stemschroeven, een voor elke snaar.
- Het kinstuk, het onderdeel waar de speler haar of zijn kin op laat rusten. Het kan van kunststof en van hout zijn, ook zijn er verschillen in vorm en plaatsing, het ene zit meer aan de zijkant, het andere zit meer in het midden, dit hangt af van de keuze van de bespeler.
- Het staartstuk, dit loopt onder het kinstuk door en zit vast via een draad om een knop in de opstaande zijkant van de viool. In het brede deel van het staartstuk zitten openingen om de uiteinden van de snaren te bevestigen. Daarin kunnen fijnstemmers geplaatst worden; deze worden dan gebruikt na het "ruw" stemmen met de stemschroeven.
- De kam, hier lopen de snaren overheen en er staat behoorlijk wat spanning op. De kam brengt de trillingen van de snaren over op het bovenblad van de klankkast. Staat de kam scheef dan heeft dat vervelende gevolgen voor de klank. Ook luistert de afstand tot de stapel eronder heel nauw.
- De klankgaten, deze zijn f-vormig en zitten aan beide kanten in het bovenblad van de klankkast. Hierdoor kunnen de tonen in de klankkast galmen (resonantie).
- De toets, het zwarte deel op de hals waar de snaren overheen lopen naar de stemknoppen toe. De violist drukt de snaren op de toets om de tonen te verhogen.
- Het achterblad, dit is de achterkant van de klankkast. Het bestaat uit een of twee delen.
- De stapel, ook wel de ziel genoemd, het stokje in de viool onder het linkervoetje van de kam dat zorgt voor de overdracht van de trillingen naar het achterblad. De combinatie van de trillingen van boven- en onderblad bepaalt de klank van de viool.

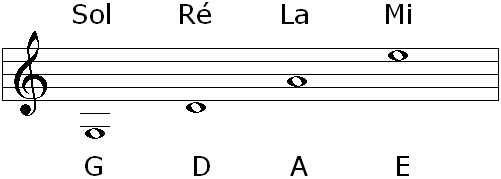
De toonhoogten van de losse snaren van een viool.

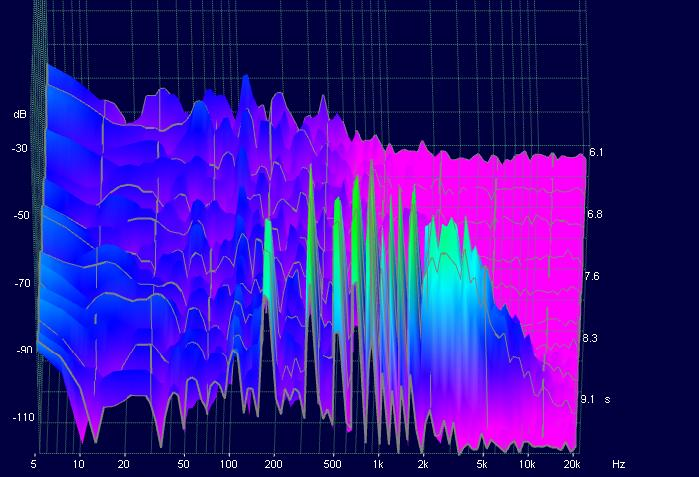
3D spectrum van de boventonen van een viool G-snaar (196 Hz, de piek bij 200 Hz). X-as: de frequentie in hertz, y-as: geluidssterkte in dB en Z-as: tijdsduur. Om de pieken heen achtergrondgeluid. Gemaakt met het programma OscilloMeter.

- De snaren.

## Vioolbouw
Het bouwen van een viool vereist veel vakmanschap. Doordat een viool haar mooiste klank vaak pas na lang bespelen verkrijgt, zijn vooral de violen van een aantal oudere vioolbouwers beroemd, onder wie Antonio Stradivari, de Amati's, Carlo Bergonzi, de Guarneri's, Alessandro Gagliano, de Ruggieri's, Jacobus Stainer en Vincenzo Panormo & zonen. Maar bij vergelijkende luisterproeven scoren moderne violen soms even goed.

## Moderne ontwikkelingen
Alhoewel de viool een traditioneel instrument lijkt, heeft ze mettertijd veel veranderingen ondergaan. Vele vioolbouwers experimenteerden met eigen ontwerpen met het doel de akoestische eigenschappen van het instrument te ontrafelen.

### Authenticatie
Onderzoek met behulp van dendrochronologie, gaschromatografie en massaspectrometrie laat toe een oud instrument te dateren. Tevens kan men de herkomst en exacte leeftijd van het hout bepalen. Veel violen zijn binnenin voorzien van vervalste etiketten met de naam van een beroemde vioolbouwer.

### Elektrische viool
In de jaren '70 speelde Emmy Verhey op de ijzeren viool, een elektrische viool. Dat was een in die tijd experimenteel instrument, gebaseerd op de klassieke viool.
Werking van de elektrische viool.
Voor versterking wordt ook vaak gebruikgemaakt van een piëzo-element. Dit heeft als voordeel dat het zeer eenvoudig op de kam van de viool aangebracht kan worden. Het past op iedere willekeurige viool en het richt geen schade aan. Een van de nadelen is dat je niet stil kunt oefenen, omdat de klankkast nog altijd ongewijzigd blijft.
Fender introduceerde in de jaren vijftig de solid body elektrische viool, maar deze werd na enige jaren weer uit de handel genomen wegens gebrek aan populariteit. In de jaren negentig werden er weer elektrische violen geproduceerd door andere fabrikanten.

### Vijfsnarige viool
Men ziet soms ook vijfsnarige violen, al dan niet elektrisch; deze hebben dan, boven op de vier gebruikelijke snaren in G-D-A-E, een dikkere snaar in C zoals bij de altviool.

### Zessnarige viool
Dit type viool wordt slechts door weinigen bespeeld.

### Zevensnarige viool
De zevensnarige viool werd speciaal gebouwd voor de Klassiek- en Jazzviolist Yannick Hiwat. Hij is anno 2017 de enige die op dit instrument speelt.

### Achtsnarige viool
De Viocta is een achtsnarige viool, vier vioolsnaren en vier altsnaren, van orkestmusicus Willem Wolthuis.

### Onderwijsmethode
Het bespelen van de viool kan al op zeer jonge leeftijd geleerd worden, meestal door het volgen van vioollessen bij een lokale muziekschool, waarbij de leerling ook noten leert lezen. Een bijzondere lesmethode is de Suzukimethode, die inhoudt dat de leerling leert spelen zoals een moedertaal wordt aangeleerd. Daarbij wordt eerst spreken (spelen) geleerd en pas later (noten) lezen.

## De kattendarmlegende
Men gebruikt voor de fabricage van moderne vioolsnaren schapendarm, teflon, nylon, perlon, titanium, staal, carbon, zilver, goud of natuurzijde.
Veel mensen denken dat vioolsnaren uitsluitend gemaakt zijn van kattendarm. Dat komt door de Engelse vertaling van het woord schapendarm: catgut. 'Cat' is een verkorting van het Engelse woord 'cattle' dat in het Nederlands vertaald 'vee' betekent.

## Maten
| viooltype | maat in cm |
| --------- | ---------- |
| 4/4       | 58,4       |
| 3/4       | 55,9       |
| 1/2       | 50,8       |
| 1/4       | 47,0       |
| 1/8       | 41,9       |
| 1/16      | 35,6       |

Violen (en met name de studieviolen) worden in een aantal maten gebouwd. De hele viool (4/4) is de meest gangbare, kwartviolen en kleiner worden heel weinig gemaakt. De geschikte maat viool voor kinderen kan gevonden worden uit de lengte van de arm: de viool is niet te groot als de volle hand om de krul geslagen kan worden terwijl de viool onder de kin gehouden wordt.
Voor het onderwijs aan kinderen worden speciale kleinere violen (en cello's) gebouwd. Men spreekt van 1/4, 1/2, 3/4 violen als deze kleinere maten worden bedoeld.
In de Suzukimethode worden deze kleine violen veelvuldig gebruikt, omdat de kinderhand nog geen grote grepen kan uitvoeren. Bij deze kleinere violen worden ook kortere strijkstokken gebruikt.

## In de volksmuziek
De viool speelt een belangrijke rol in veel muzikale tradities; vooral in Europa, weliswaar minder in Italië, Spanje en Portugal. Ook in Canada, de Verenigde Staten en Mexico is de viool erg populair. Sommige tradities kennen zelfs eigen varianten op de viool, zoals de Noorse Hardangerviool en de Zweedse Nyckelharpa.

## Gehoorschade
In 2017 bleek uit onderzoek van de Nederlandse akoesticus Remy Wenmaekers van Technische Universiteit Eindhoven dat het geluid van een viool en altviool ruim boven de 90 decibel uit kan komen, hetgeen vergelijkbaar is met een rockconcert. Bij meer dan 85 decibel kan men gehoorschade oplopen; daarom heeft de Europese Unie vastgelegd dat gehoorbescherming op de werkvloer verplicht is vanaf 85 dB(A). Wenmaekers adviseerde dan ook voor violisten en andere musici om zowel bij concerten als oefeningen thuis oordopjes te dragen.